# Staatsrecht (Deutschland)
Das Staatsrecht ist ein Teilgebiet der deutschen Staats- und Rechtswissenschaft. Es fällt unter das öffentliche Recht und befasst sich zum einen mit dem Aufbau des Staates und seinen Organen, ihren Beziehungen untereinander und der Gesetzgebung (Staatsorganisationsrecht). Zum anderen befasst es sich mit den grundlegenden rechtlichen Beziehungen zwischen dem Staat und den seinem Einflussbereich unterworfenen Personen (Grundrechte).

## Die Abgrenzung von Staatsrecht und Verfassungsrecht
Die Begriffe Staatsrecht und Verfassungsrecht sind weitgehend deckungsgleich und werden häufig synonym verwendet. Nach wohl herrschender Meinung ist das Verfassungsrecht eine Teilmenge des Staatsrechts: Alles Verfassungsrecht ist Staatsrecht, aber nicht alles Staatsrecht ist Verfassungsrecht. Generell lässt sich feststellen: „Im Verfassungsrecht wird das Politische selbst unmittelbar normiert: Es wird die staatliche Macht unter den obersten Trägern verteilt und begrenzt und die Grundentscheidung darüber getroffen, nach welchen letztmaßgeblichen Wertgesichtspunkten und Ordnungsprinzipien sich das Gemeinschaftsleben gestalten sollte.“ Im deutschen Recht sind Rechtsnormen, die kein Verfassungsrecht sind, aber dem Staatsrecht zugerechnet werden, etwa das Parteiengesetz, das Bundeswahlgesetz, das Wahlprüfungsgesetz, das Abgeordnetengesetz – mithin Gesetze, die aufgrund eines Verfassungsauftrags erlassen wurden, oder einfachgesetzliche Regelungen, welche die Verfassung ergänzen. Derartige Gesetze werden auch als Staatsrecht im weiteren Sinne bezeichnet, im Gegensatz zur Verfassungsurkunde, dem Staatsrecht im engeren Sinne. Wesentlicher Unterschied ist, dass die Verfassung regelmäßig erschwert abgeändert werden kann. Im Grundgesetz für die Bundesrepublik Deutschland ist die Verfassungsänderung in Art. 79 GG festgelegt.
Nach anderer Ansicht reicht allerdings der Begriff des Verfassungsrechts teilweise auch weiter als der des Staatsrechts, da in der Verfassung auch Regelungen enthalten sind, die die Grundlagen der Ordnung nicht-staatlichen Lebens erfassen, also beispielsweise die Gewährleistung der Ehe und Familie, des Eigentums oder der Freiheit von Kunst und Wissenschaft. Staats- und Verfassungsrecht verhalten sich nach dieser Ansicht also wie zwei unterscheidbare Kreise mit einer Schnittmenge.

### Staatsrechtslehre
Nach einer weiteren Auffassung umfasst das Staatsrecht das gesamte öffentliche Recht, insbesondere das Verwaltungsrecht. So sieht § 1 der Satzung der Vereinigung der Deutschen Staatsrechtslehrer vor, sich mit Fragen „aus dem Gebiet des Öffentlichen Rechts“ zu beschäftigen, in Ausbildungs- und Prüfungsfragen „auf die ausreichende Berücksichtigung des Öffentlichen Rechts […] hinzuwirken“ und „zu Fragen des Öffentlichen Rechts […] Stellung zu nehmen“. Mitgliedschaftsvoraussetzung laut § 3 Absatz 1 ist eine „auf dem Gebiet des Staatsrechts und mindestens eines weiteren öffentlich-rechtlichen Fachs […] durch hervorragende wissenschaftliche Leistung“ nachgewiesene Tätigkeit als einschlägiger „Forscher und Lehrer“ oder statt letzterer berufsmäßiger Qualifikation neben weiteren Voraussetzungen eine entsprechende juristische Professur (§ 4 Abs. 1 lit. a)). Daraus geht hervor, dass die Satzung das Staatsrecht als Teilbereich des öffentlichen Rechts ansieht, ohne es genauer abzugrenzen.

## Verfassung
Im Rahmen des Gesetzmäßigkeitsprinzips sind Verfassungen regelmäßig als Gesetze anzusehen, die auf besondere Art und Weise − durch den pouvoir constituant (verfassungsgebende Gewalt) − (für das Grundgesetz der Parlamentarische Rat) zustande gekommen sind und in der Normenhierarchie in der Regel die höchste Stufe aufweisen.

## Staatsorganisation
In erster Linie wird durch die Verfassung die Staatsgewalt (pouvoir constitué) gefasst. Daraus folgt die Bedeutung und Aufgabenverteilung zwischen den einzelnen Staatsorganen. Rein monarchisch-despotische Staaten kennen nur ein Staatsorgan, während pluralistische – nicht zwingend demokratische – Staaten mehrere Staatsorgane besitzen. In Deutschland wird auf den Prinzipien der parlamentarischen Demokratie die Gewaltenteilung in den Vordergrund gerückt und durch Art. 20 GG grundgesetzlich gesichert.
Daher sind im Bereich der Legislative die Organe des Bundestages und des Bundesrates zu nennen. Die gesetzgebende Gewalt liegt beim Parlament. Das Parlament ist daher die Leitgewalt in der Demokratie.
Im Bereich der Exekutive ist die Bundesregierung mit dem Bundeskanzler an der Spitze zu nennen. Auch der Bundespräsident als höchster Repräsentant des Staates (Staatsoberhaupt) ist Staatsorgan.
Die Judikative ist dagegen nur im Bereich der Bundesgerichte geregelt. Das Grundgesetz überlässt es ansonsten dem Gesetzgeber, Vorschriften über die Gerichtsverfassung der einzelnen Gerichtsbarkeiten zu erlassen, was für die ordentlichen Gerichte mit dem Gerichtsverfassungsgesetz (GVG) geschehen ist.
Wichtiger Bestandteil des Staatsrechts ist die Kompetenzverteilung und der Vorgang der Gesetzgebung, geregelt in Art. 70 bis Art. 82 GG. Insbesondere bei föderativen Staaten, die sowohl die horizontale als auch die vertikale Gewaltenteilung verfassungsrechtlich verankert haben, bedarf es klarer Regelungen im Verhältnis zwischen der Bundesebene und den einzelnen Gliedstaaten.

## Grundrechte
Die fundamentalen Grundrechte werden in zahlreichen Verfassungen erwähnt. Die in der Weimarer Reichsverfassung genannten Rechte waren für den Gesetzgeber nicht bindend. Das Grundgesetz zwingt dagegen sämtliche öffentlichen Gewalten durch Art. 1 Abs. 3 GG zur Beachtung der grundgesetzlichen Grundrechte. Dabei sind die im Grundgesetz genannten Grundrechte nicht abschließend. Insofern wirken auch die Rechte aus der Europäischen Menschenrechtskonvention, die zwar keinen Verfassungsrang einnimmt, aber einfaches Gesetz darstellt, auf die Grundrechtsordnung ein.

## Übergangsregelungen und Ewigkeitsklauseln
Das Grundgesetz (GG) enthält Regelungen, die nicht zur Verfassung im materiellen Sinne gehören, sondern einen bloßen Übergangscharakter haben (vgl. Art. 116 ff. GG). Der Ewigkeit einer Verfassung sind durch die gesellschaftliche Entwicklung Grenzen gesetzt. Dennoch hat die deutsche Verfassung Elemente eingebunden, um eine legale Umwälzung der demokratischen und rechtsstaatlichen Fundamente zu verhindern. So garantiert Art. 79 Abs. 3 GG die Beständigkeit der Menschenwürde (Art. 1 GG) und des demokratischen, föderalen und sozialen Rechtsstaats (Art. 20 GG). Allein durch Beschluss einer neuen Verfassung durch die einfache Mehrheit aller Deutschen kann nach Art. 146 GG das Grundgesetz durch eine neue Verfassung ersetzt werden.

## Verfassungsgerichtsbarkeit
Der deutsche Verfassungsgeber hat die gerichtliche Überprüfung verfassungsrechtlicher Fragen einer eigenständigen Gerichtsbarkeit unterworfen. Damit entschied man sich auch gegen ein einheitliches oberstes Bundesgericht. Insbesondere der österreichische Verfassungsgerichtshof des Bundes-Verfassungsgesetzes von 1920 hat Pate gestanden.
Auf Bundesebene ist die besondere Verfassungsrechtsprechung dem Bundesverfassungsgericht (BVerfG) als einem Verfassungsorgan anvertraut. Auch wenn die Entscheidungen des Bundesverfassungsgerichts Gesetzeskraft entfalten können, so ist das BVerfG doch ein Organ der rechtsprechenden Gewalt (Judikative). Die Einrichtung und die Zuständigkeiten ergeben sich aus dem Grundgesetz selbst und dem Bundesverfassungsgerichtsgesetz (BVerfGG).
Die Bundesländer haben in ihren Landesverfassungen entsprechende Landesverfassungsgerichte eingerichtet, die manchmal auch Staatsgerichtshof oder Verfassungsgericht(shof) genannt werden.